# Karl Eduard Vehse
Karl Eduard Vehse (* 18. Dezember 1802 in Freiberg; † 18. Juni 1870 in Striesen) war ein deutscher Historiker und Archivar.

## Leben
Karl Eduard Vehse hörte zunächst Vorlesungen an der Bergakademie Freiberg und studierte dann Geschichte und Jura in Leipzig und Göttingen. 1825 promovierte er in Leipzig. In Leipzig und Dresden war er Mitglied der Freimaurerlogen Balduin zur Linde und Zum goldenen Apfel. Er erhielt 1825 eine Anstellung im Dresdner Staatsarchiv als Archivar, wanderte im November 1838 im Rahmen der „Auswanderungsbewegung Sächsischer Lutheraner“ (Erweckungsbewegung) unter Martin Stephan über Bremen und New Orleans nach Perry County (Missouri) aus. Enttäuscht von den Machtkämpfen innerhalb der neuen Gemeinde der Sächsischen Auswanderer in Perry County verließ er bereits am 16. Dezember 1839 Missouri und kehrte nach Deutschland zurück. Nach größeren Reisen ließ er sich 1843 in Berlin als freier Historiker nieder. Nach einer halbjährlichen Gefängnisstrafe wegen oppositionell-demokratischer Betätigung wanderte er erneut aus, zunächst in die Schweiz, dann von 1857 bis 1862 nach Italien. Ein Jahr nach seiner Rückkehr nach Sachsen starb er, erblindet, am 18. Juni 1870 in Striesen bei Dresden. Sein Grab auf dem Trinitatisfriedhof ist nicht erhalten.
Sein Hauptwerk Geschichte der deutschen Höfe seit der Reformation verlegte in den Jahren 1851–1858 Hoffmann und Campe in Hamburg in 48 Bänden. Das populärwissenschaftliche Werk fand in der Reaktionszeit den Beifall des großen Publikums. Vehse hatte darin eine Fülle von Anekdoten und Skandalen ausgebreitet. In Sachsen wurde es 1858 verboten. Im Januar 1856 wurde er wegen Verleumdung Herzogs Wilhelm zu Mecklenburg, darin als Prinz Schnaps, zu sechs Monaten Haft verurteilt.
Einzelne Teile erscheinen seither, oft bearbeitet, immer wieder, so 2011 im Kölner Anaconda Verlag.

## Werke (Auswahl)
- De pacto confraternitalis Saxo-Hassiacae. Breitkopf-Härtel, Leipzig 1825. MDZ Reader
- Das Leben und die Zeiten Kaiser Otto’s des Großen aus dem alten Hause Sachsen. Ein historischer Versuch. Hilscher, Dresden 1829. Digitalisat
- Kaiser Otto der Große aus dem alten Hause Sachsen und sein Zeitalter. Birr & Nauwerk, Zittau & Leipzig 1835. Digitalisat
- Tafeln der Geschichte. Die Hauptmomente der äußern politischen Verhältnisse und des innern geistigen Entwicklungsgangs der Völker und Staaten alter und neuer Welt; in chronologischer und ethnographischer Ordnung . Grimmer, Dresden 1834.
- Die Stephan’sche Auswanderung nach Amerika. Mit Actenstücken. Verlagsexpedition des Dresdner Wochenblattes, Dresden 1840. Digitalisat SLUB Dresen
- Die Weltgeschichte aus dem Standpunkte der Cultur und der nationalen Charakteristik. 41 Vorlesungen im Winterhalbjahr 1841/42 gehalten zu Dresden. 2 Bände. Dresden 1842. MDZ Reader (1. Band)MDZ Reader (2. Band)
- Shakespeare als Protestant, Politiker, Psycholog und Dichter. 2 Bände. Hoffmann und Campe, Hamburg 1851, 2 Bände, Digitalisat Band 1 MDZ Reader 2. Band
- Die Türken vor Wien und die Unruhen in Ungarn unter Leopold I. 1657–1705. Dietz, Leipzig 1852 MDZ Reader
- Geschichte der deutschen Höfe seit der Reformation (Hamburg 1851–1858, 48 Bände, Übersicht der Digitalisate)

Postum erschienen:
- Friedrich Wilhelm I. und Friedrich der Große als Kronprinz. Eine intime Geschichte des Berliner Hofes in den Jahren 1713 bis 1740. 2 Bände. Franckh, Stuttgart 1902 Staatsbibliothek Berlin Band 2
- Bayerische Hofgeschichten Hrsg. von Joachim Delbrück. Müller, München 1922.
- Badische und hessische Hofgeschichten. Mit Anmerkungen und einem Nachwort von Joachim Delbrück, hrsg. von Heinrich Conrad. Georg Müller, München 1922.